# Literaturhaus Frankfurt
Das Literaturhaus Frankfurt am Main e. V. ist eine 1989 gegründete kulturelle Institution in Frankfurt am Main. Seit 2005 ist sie im Gebäude der Alten Stadtbibliothek ansässig. Neben klassischen Lesungen und Gesprächsrunden bietet das Literaturhaus unter anderem Veranstaltungen für Kinder und Jugendliche sowie für Lehrer an. Jährlich organisiert das Literaturhaus rund 100 Veranstaltungen, darunter die Abschlusslesung der Frankfurter Poetik-Vorlesungen und die Präsentation der Finalisten des Deutschen Buchpreises.

## Geschichte des Literaturhauses

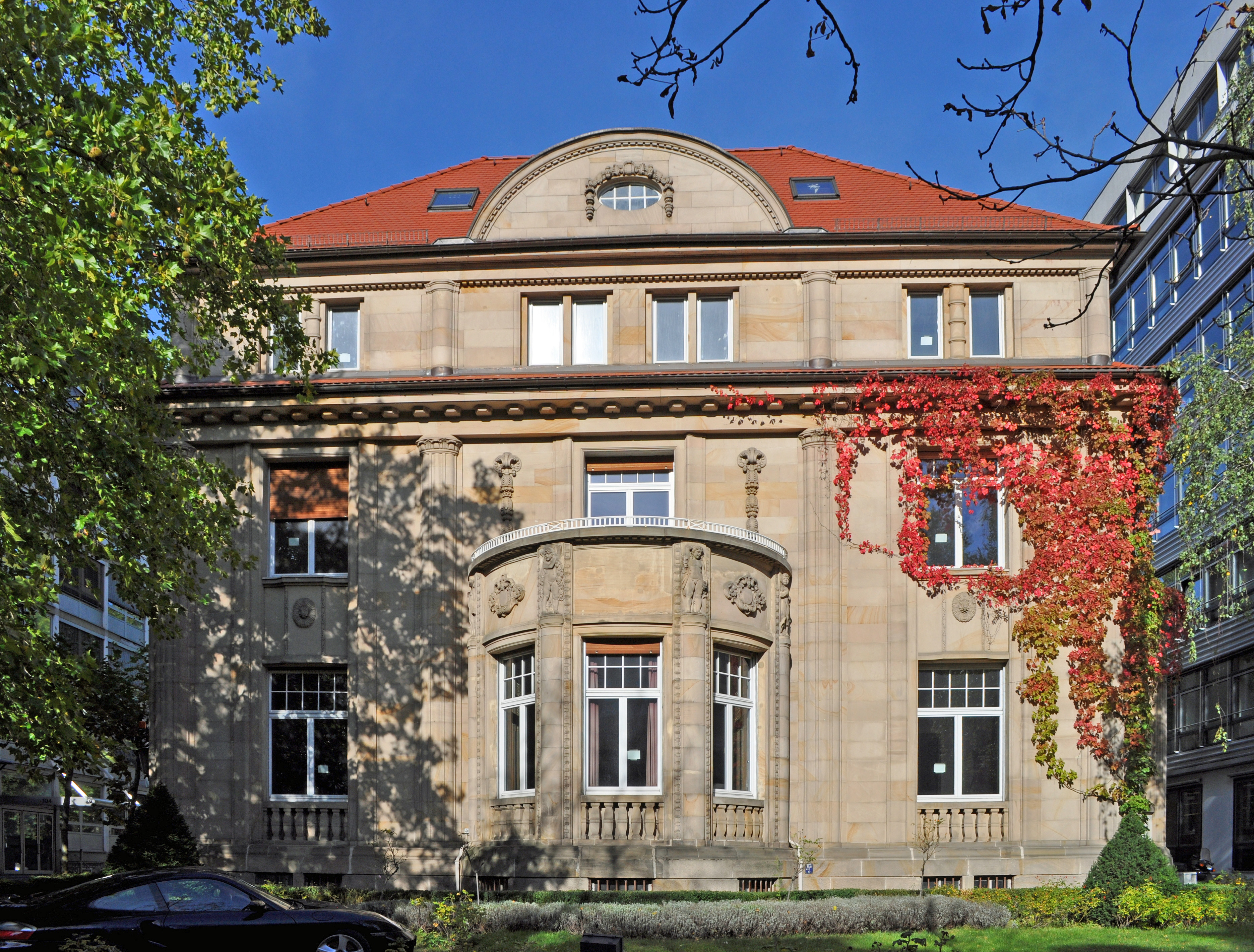
Villa Hoffmann, Sitz des Literaturhauses von 1989 bis 2005

Das Literaturhaus Frankfurt wurde 1989 von einer Gruppe Frankfurter Bürger gemeinsam mit dem damaligen Kulturdezernenten Hilmar Hoffmann initiiert. Am 9. Januar 1991 wurde das Literaturhaus schließlich in der Villa Hoffmann in der Bockenheimer Landstraße 102 eingeweiht. Für nahezu 15 Jahre hatte es seinen Sitz in der gründerzeitlichen Villa. Im Jahre 2005 übersiedelte das Literaturhaus in die von dem Frankfurter Architekten Christoph Mäckler wiederaufgebaute Alte Stadtbibliothek an der Schönen Aussicht, wo es am 8. Oktober 2005 feierlich eröffnet wurde. Seit Oktober 2015 zieren das Foyer des Literaturhauses drei große Bildtafeln, die die Geschichte des Gebäudes wiedergeben.

## Geschichte der Alten Stadtbibliothek

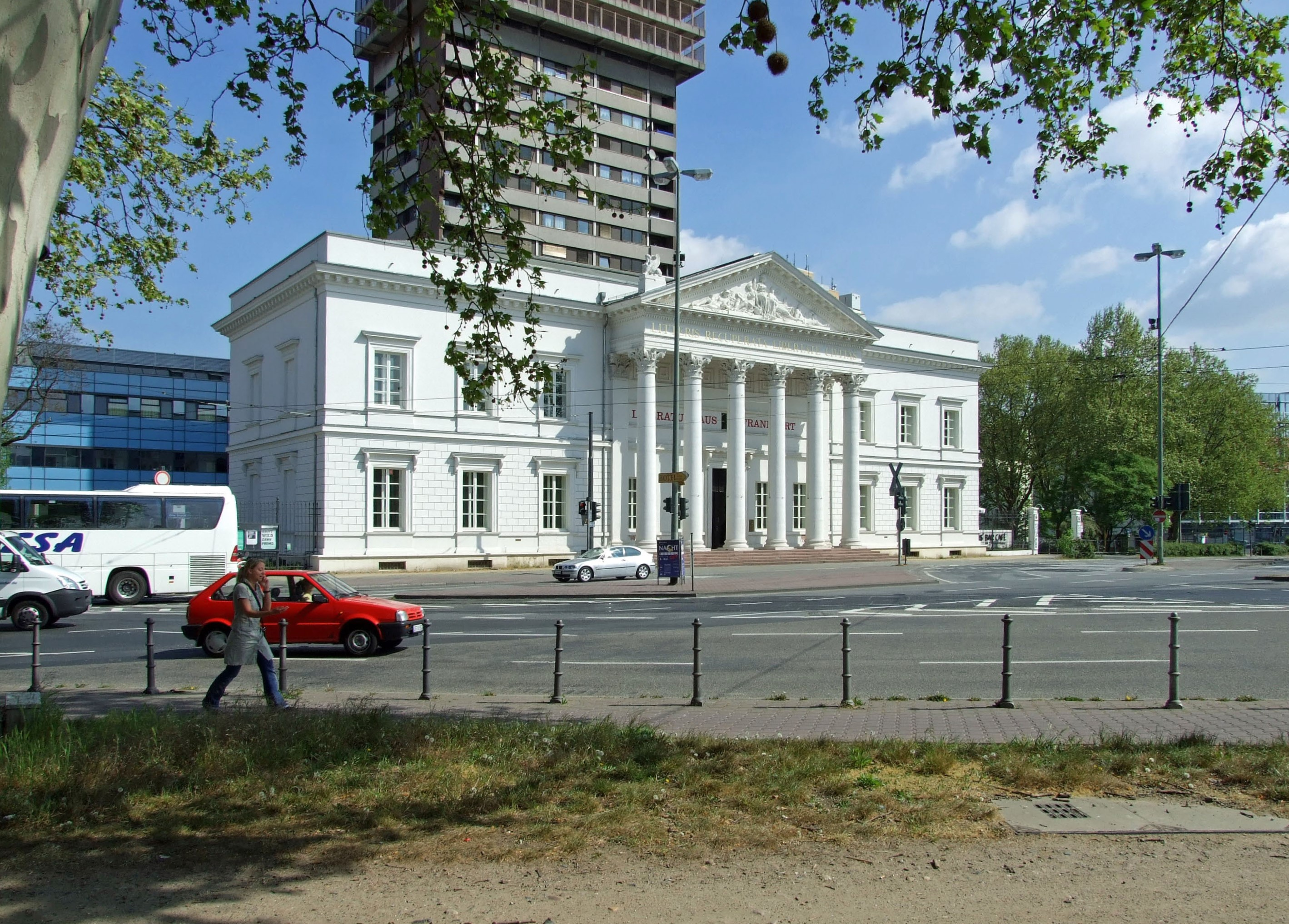
Alte Stadtbibliothek, Sitz des Literaturhauses seit 2005

### 1825–1944: Stadtbibliothek
Bereits im Jahr 1788 gab es erste Pläne, eine Stadtbibliothek zu bauen und somit die Buchbestände der Stadt Frankfurt an einem Ort zu vereinen. Der Architekt und Stadtbaumeister Johann Friedrich Christian Hess legte 1820 den Grundstein. Im Juli 1825 konnte das Gebäude, das im klassizistischen Stil an der nördlichen Mainpromenade errichtet wurde, der Öffentlichkeit übergeben werden. Rund 50.000 Bücher zogen in die Alte Stadtbibliothek an der Schönen Aussicht.
Ende des 19. Jahrhunderts wurde die Stadtbibliothek im Westen zur Langen Straße und im Osten zur Obermainanlage um je einen fünfgeschossigen Magazinflügel erweitert, um dem expandierenden Bibliotheksbestand gerecht zu werden. Während der Jahrhundertwende war die Stadtbibliothek nach der Bibliothek Hamburgs mit 170.000 Beständen die zweitgrößte des Deutschen Reiches. 1914 begann man mit einem weiteren Anbau im Norden des Gebäudes, da die Bibliothek weiterhin wuchs. Im Dezember 1943 wurde die Stadtbibliothek bei einem Großangriff stark beschädigt. Weitere Angriffe im Januar und März 1944 vernichteten die Bibliothek nahezu vollständig. Bei Kriegsende stand nur noch der Portikus.

### 1987–2003: Portikus – Ausstellungshalle für zeitgenössische Kunst
Nach langjährigen Diskussionen, den Portikus als Mahnmal für die Opfer des Zweiten Weltkrieges zu behalten, wurden ab 1987 provisorische „Container“ hinter dem Portikus installiert und als Ausstellungshalle der Städel-Kunsthochschule genutzt. Die Kunsthalle Portikus wurde im Rahmen der Frankfurter Buchmesse im Oktober 1987 eingeweiht, die erste Ausstellung galt dem Schweizer Künstler Dieter Roth.

### Seit 2005: Literaturhaus Frankfurt
Nach längeren Diskussionen, ob das zerstörte Gebäude originalgetreu wiedererrichtet werden oder ob ein moderner Neubau entstehen sollte, begann im Jahr 2003 der historische Wiederaufbau nach Plänen des Architekten Christoph Mäckler. Im Oktober 2005 war die Bauphase abgeschlossen. Seitdem ist die Alte Stadtbibliothek Sitz des Literaturhauses Frankfurt. Nachdem das Gebäude der Alten Stadtbibliothek wiedererrichtet und durch das Literaturhaus bezogen worden war, übersiedelte der Portikus in einen von dem Frankfurter Architekten Christoph Mäckler geplanten und von der Stiftung Giersch finanzierten Neubau auf der Maininsel.

## Haus
Das Foyer des Literaturhauses verbindet alle Räume miteinander. Vom Foyer gehen das Restaurant Goldmund und der Lesesaal ab. Im Obergeschoss befindet sich das Lesekabinett, in dem in Glasvitrinen handsignierte Bücher der Autoren zu sehen sind. Der ebenfalls im oberen Stock gelegene Raum „Gesammelte Untertreibungen“ ist dem Frankfurter Kabarettisten und Schriftsteller Matthias Beltz (1945–2002) gewidmet. Ausgestattet wurde er von den Künstlern Tobias Rehberger und Michael Callies; ein Großteil des Mobiliars stammt von Beltz selbst.

## Programm
Das Programm des Literaturhauses ist vielseitig. Neben klassischen Lesungen unterhält das Literaturhaus zahlreiche Kooperationen mit anderen Frankfurter Kulturinstitutionen.
Gemeinsam mit dem Museum für Moderne Kunst (MMK) etwa entstanden bereits zweimal die „Acht Betrachtungen“, die von Autoren zu Ausstellungsstücken des Museums verfasst wurden und auch in Buchform erschienen sind. Das Pilotprojekt „Frankfurt, deine Geschichte“ hat es sich in Zusammenarbeit mit dem Historischen Museum Frankfurt und der Stabsstelle Inklusion Frankfurt zur Aufgabe gemacht, literarische Texte in Einfacher Sprache zu produzieren, um die Inklusion von Menschen mit sprachlichen Beeinträchtigungen zu fördern.
Zweimal jährlich findet im Literaturhaus Frankfurt in Zusammenarbeit mit der Goethe-Universität die Abschlusslesung der Frankfurter Poetik-Vorlesungen statt, außerdem werden jedes Jahr die Autoren der Shortlist des Deutschen Buchpreises vorgestellt und auch der Literaturpreis der Jürgen Ponto-Stiftung für den besten Nachwuchsautor wird an der Schönen Aussicht verliehen. Zusätzlich finden regelmäßig Kritikergespräche und Buchpremieren statt. Jährlich bestreitet das Literaturhaus rund 100 verschiedene Veranstaltungen.
Das Literaturhaus Frankfurt ist außerdem Mitglied im Netzwerk der Literaturhäuser, in dem sich vierzehn Literaturhäuser aus Deutschland, Österreich und der Schweiz versammeln. Gemeinsam werden Projekte realisiert und einmal jährlich der Preis der Literaturhäuser verliehen.
Seit März 2017 bietet das Literaturhaus außerdem Shared Reading an. Bei dem aus England stammenden Projekt (The Reader Organisation) trifft sich eine Gruppe von Interessierten regelmäßig, um unter Anleitung eines ausgebildeten Facilitators einen zuvor unbekannten Text gemeinsam laut zu lesen und sich über das Gelesene auszutauschen.

### Junges Literaturhaus
Unter dem Dach des Literaturhauses Frankfurt befindet sich auch das Junge Literaturhaus.
Die Schreibwerkstatt „Schreibzimmer“ versteht sich als Schreibförderung für Nachwuchstalente im Alter von 14 bis 18 Jahren aus dem Raum Rhein-Main. Aufgeteilt in Lyrik und Prosa wird das Schreibzimmer seit dem Jahr 2005 ausgerichtet und wurde u. a. von Peter Kurzeck, Eva Demski, Matthias Göritz, Antje Wagner, Arne Rautenberg, Marcus Roloff, Tamara Bach und Björn Kuhligk geleitet. Absolventen sind u. a. Juan S. Guse und Martin Piekar. Für Schüler aus Frankfurt und der Region werden im Rahmen des Projekts „Wörtermeer“ Lesungen, Workshops und Museumsbesuche angeboten, die von Autoren, Illustratoren, Übersetzern oder Journalisten betreut werden. Einmal monatlich wird ein Kinderbuch-Sonntag veranstaltet, bei dem Bilderbuchautoren mit Kindern lesen und zeichnen, Schulklassen erleben regelmäßig deutsche und internationale Autoren im Literaturhaus.

### Kolleg Schöne Aussicht
Das Kolleg Schöne Aussicht ist das „Literaturhaus für Lehrer“ und bietet Lehrern aus Frankfurt und Umgebung einmal im Monat die Möglichkeit zum Austausch. Unter anderem werden Workshops mit Übersetzern organisiert, es gibt Exkursionen, Expertengespräche und Überraschungsbesuche im Unterricht sowie alle zwei Jahre eine ganztägige Tagung.

## Leitung
Der aktuelle Leiter des Literaturhauses ist Hauke Hückstädt, der im Juli 2010 sein Amt antrat. Vor ihm hatten diese Position Thomas Beckermann (1991–1996) sowie Maria Gazzetti (1996–2010) inne. Das Literaturhaus Frankfurt e. V. ist ein gemeinnütziger Verein mit ca. 700 Mitgliedern (Stand: April 2017), die Organe sind neben der Mitgliederversammlung, der Vorstand und das Kuratorium.

## Bisherige Gäste (Auswahl)
- António Lobo Antunes
- Paul Auster
- Zsuzsa Bánk
- Kirsten Boje
- Teju Cole
- Junot Díaz
- Umberto Eco
- Jeffrey Eugenides
- Jonathan Franzen
- Wilhelm Genazino
- Robert Gernhardt
- Peter Handke
- Nino Haratischwili
- Judith Hermann
- John Irving
- Elfriede Jelinek
- Daniel Kehlmann
- Navid Kermani
- Imre Kertész
- Bodo Kirchhoff
- Alexander Kluge
- Christian Kracht
- Peter Kurzeck
- Sarah Kuttner
- Claudio Magris
- Javier Marías
- Friederike Mayröcker
- Terézia Mora
- Martin Mosebach
- Herta Müller
- Cees Nooteboom
- Les Murray
- Orhan Pamuk
- Marcel Reich-Ranicki
- Robert Seethaler
- Jorge Semprún
- Saša Stanišić
- Martin Suter
- Tom Tykwer
- Mario Vargas Llosa
- Martin Walser
- Wim Wenders
- Hanya Yanagihara
- Carlos Ruiz Zafón
- Juli Zeh

## Publikationen
- Hauke Hückstädt, Susanne Gaensheimer (Hrsg.): Acht Betrachtungen. 8 Autoren, 8 Kunstwerke. Mit Beiträgen von Helene Hegemann, Peggy Mädler, Thomas Pletzinger, Judith Schalansky, Sasa Stanisic u. a. Henrich Editionen, 2013, ISBN 978-3-943407-20-4.
- Hauke Hückstädt, Susanne Gaensheimer (Hrsg.): Acht Betrachtungen II. 8 Autoren, 8 Kunstwerke. Mit Beiträgen von Jan Brandt, Lars Brandt, Nino Haratischwili, Karen Köhler, Teresa Präauer, Ulrich Peltzer, Annette Pehnt, Tilman Rammstedt. Henrich Editionen, 2016, ISBN 978-3-943407-64-8.
- Hauke Hückstädt, Felix Krämer: Deutschstunden. Autoren über Emil Nolde. Mit Beiträgen von Sascha Anderson, Michael Fehr, Katharina Hacker, Jacques Palminger, Monika Zeiner u. a. Prestel, 2014, ISBN 978-3-7913-5368-5.
- Friederike von Bünau, Hauke Hückstädt (Hrsg.): 95 Anschläge. Thesen für die Zukunft. S. Fischer, 2017, ISBN 978-3-10-397292-4.